# Бучка (річка)
Бучка — річка в Україні, в Бородянському районі Київської області, права притока річки Здвиж. Довжина 6,5 кілометрів.
Бере початок у лісі, за 1 кілометр на схід від села Пилиповичі, початок бере з двох витоків, які поблизу Пилиповичів зливаються в одну річку. Далі річка протікає через згадуване село Пилиповичі і впадає у Здвиж за 3 кілометри західніше села.
На річці влаштовано декілька ставків — 1 знаходиться в лісі, 2 — на території Пилиповичів. Останні 3 кілометри русло річки каналізоване — від нього відходить ряд меліоративних каналів.